# Gilde Brauerei

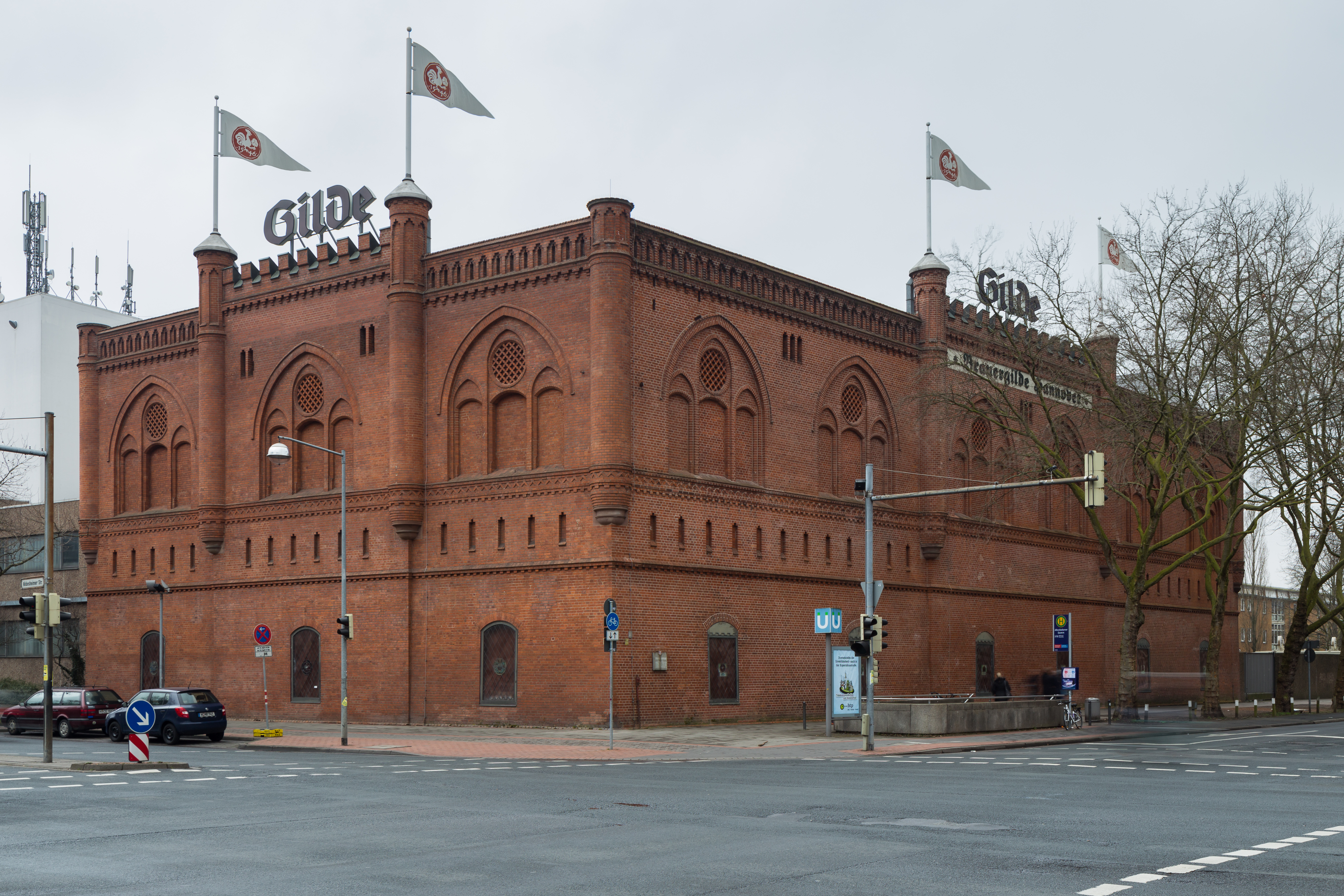
Gilde Brauerei Hannover

Die Gilde Brauerei GmbH ist eine Großbrauerei und das älteste Unternehmen in Hannover. Die Geschichte der Brauergilde begann 1526 mit der Brauerei von Cord Broyhan. Zum 1. Januar 2003 veräußerte die Brauergilde Hannover ihre Tochtergesellschaft Gilde Brauerei. Seit dem 1. Januar 2016 gehört diese der TCB Beteiligungsgesellschaft. Ende November 2019 wurde die Brauerei in vier Gesellschaften aufgespalten.

## Geschichte

### Brauergilde Hannover
Im Jahre 1322 wurde das hannoversche Brauwesen zum ersten Mal in einer Urkunde des Herzogtums Braunschweig-Lüneburg erwähnt: Hier wurde das Bierhandelsprivileg der Stadt Hannover als besondere Vergünstigung aufgeführt. Gebraut wurde nur in feuersicheren und dadurch brauberechtigten Brauhäusern, deren Anzahl seit dem Jahre 1450 begrenzt worden war. 
Am 31. Mai 1526 erfand Cord Broyhan sein neues, nach ihm benanntes obergäriges Bier, das er ab 1537 im Broyhanhaus braute. Für die Stadt folgte eine wirtschaftliche Blüte. 1546 schlossen sich die Brauer zu einer Gilde zusammen, die im selben Jahr erstmals den „Broyhan-Taler“, ein kupfernes Brau- und Steuerzeichen, prägte.
1609 erkannte der Rat der Stadt die Brauergilde als eigenständige Rechtsperson an, die über die Rechte und Pflichten der Bierbrauer wachte. Die Gilde war ein Zusammenschluss von Grundbesitzern, auf deren Grundstücken die Braurechte lagen. Im 17. Jahrhundert waren dies rund 320 brauberechtigte Grundstücke. 1745 gründeten etwa 105 Brauberechtigte eine Sozietät, die eine gleich bleibend gute Bierqualität sicherte. Ende des 18. Jahrhunderts errichtete die Brauergilde in der Köbelingerstraße ein Brauhaus, in dem das Broyhan-Bier bis 1919 gebraut wurde.

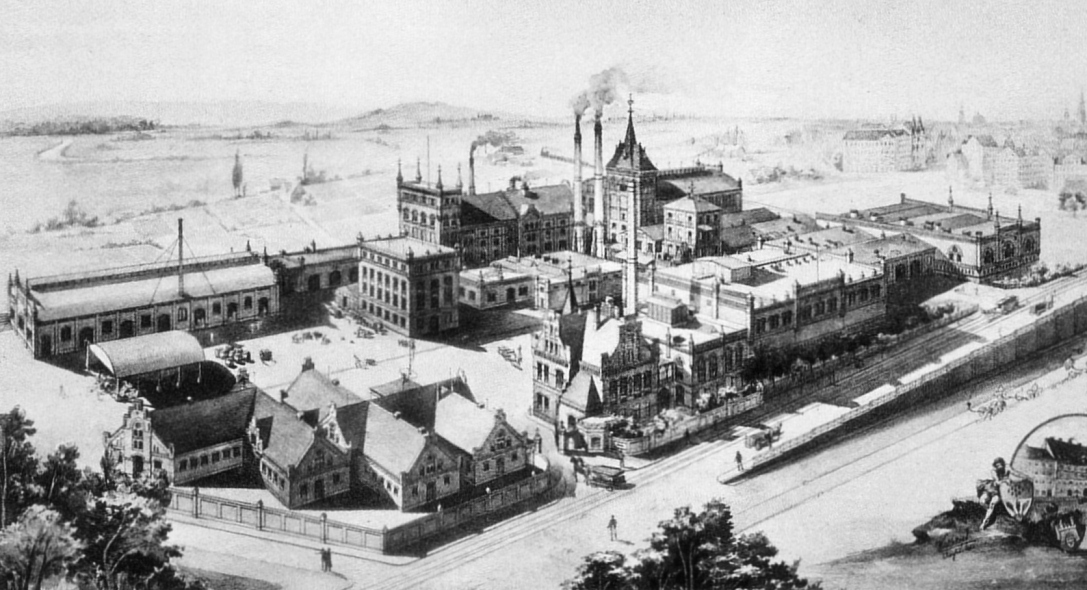
Werksgelände um 1890

Im 19. Jahrhundert wurden untergärige Lagerbiere wie das „Pilsener Bier“ entwickelt, die länger haltbar waren und damit auch überregional gehandelt werden konnten. Damit entstanden deutschlandweit allmählich Großbrauereien (Jahresproduktion ab 100.000 Hektoliter). 1868 verlor die Braugilde ihr Verkaufsmonopol in Hannover, und sie wandelte sich von einer genossenschaftlich organisierten Vereinigung in ein Unternehmen. So übernahm die Braugilde Hannover 1870 das heutige Grundstück an der Hildesheimer Straße nahe dem Maschsee. Darauf entstand bis 1875 ein Werksgebäude im Stil der Neogotik.
1917 bildete die Städtische Lagerbier-Brauerei gemeinsam mit den ebenfalls in Hannover ansässigen Brauereien Vereinsbrauerei Herrenhausen und Lindener Aktien-Brauerei ein Konsortium, durch das ein – erfolgreiches – Übernahmeangebot den Anteilseignern der Germania-Brauerei unterbreitet wurde.
1925 erwarb die Gilde die Mehrheit am Grundkapital der Lindener Aktien-Brauerei und fusionierte 1968 mit ihr zur Lindener Gilde-Bräu AG. 1970 wurden die Brauereigebäude an der Hildesheimer Straße zu einer der modernsten Brauereien der Welt umgebaut und erweitert. Zur Traditionspflege wurden bis in die 1990er Jahre Gastronomiebetriebe in Einzelfällen mit Pferdefuhrwerken beliefert.
Im Zweiten Weltkrieg war im Gebäude der alten Brauerei einer von mehreren öffentlichen Luftschutzkellern in der Südstadt eingerichtet worden, um die in der Stadt verbliebenen Menschen vor den Fliegerbomben während der Luftangriffe auf Hannover zu schützen. Im Laufe des Krieges wurden die Werksanlagen jedoch zu etwa 75 % zerstört.

### Gilde-Gruppe

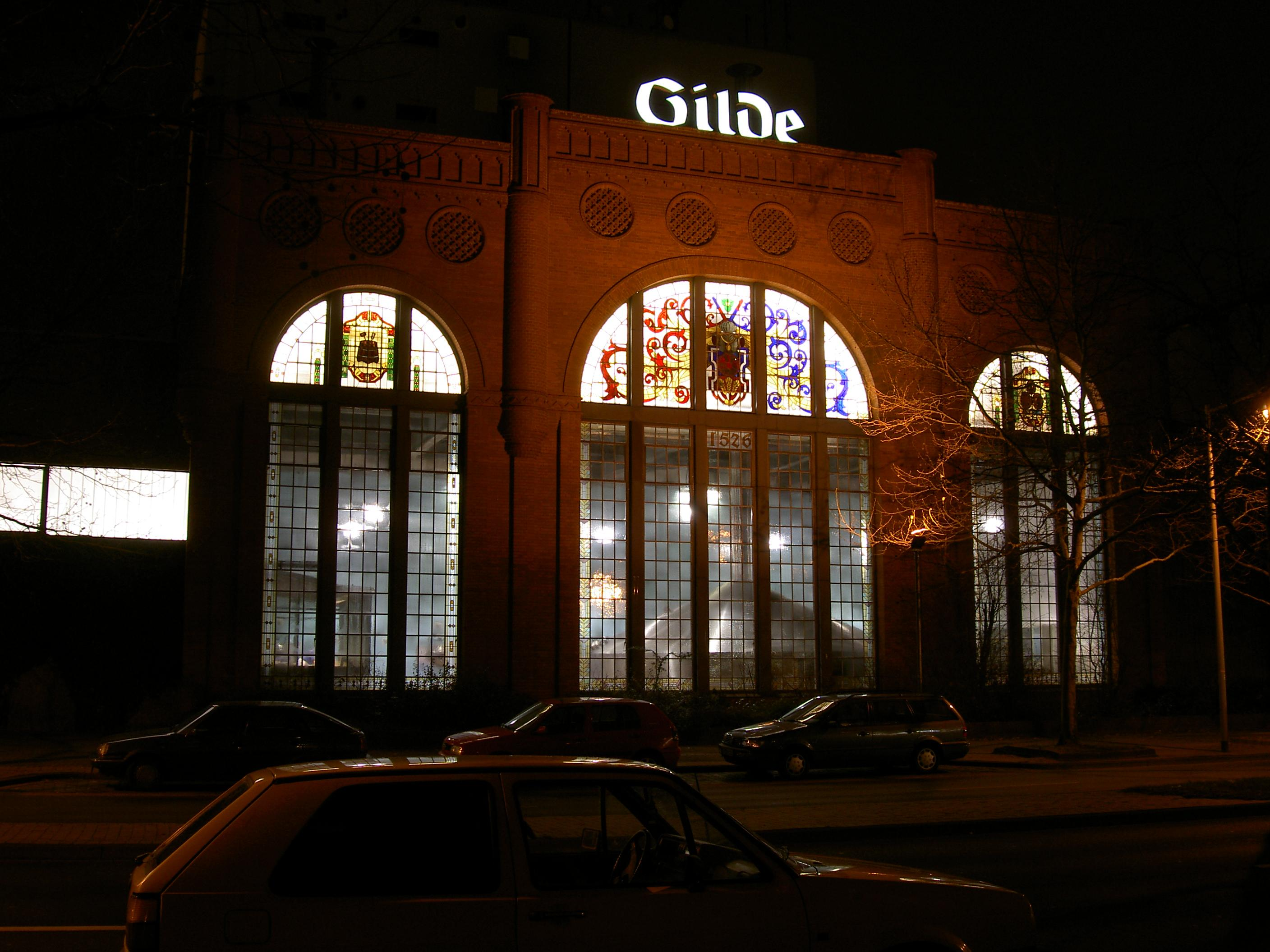
Braukesselhaus

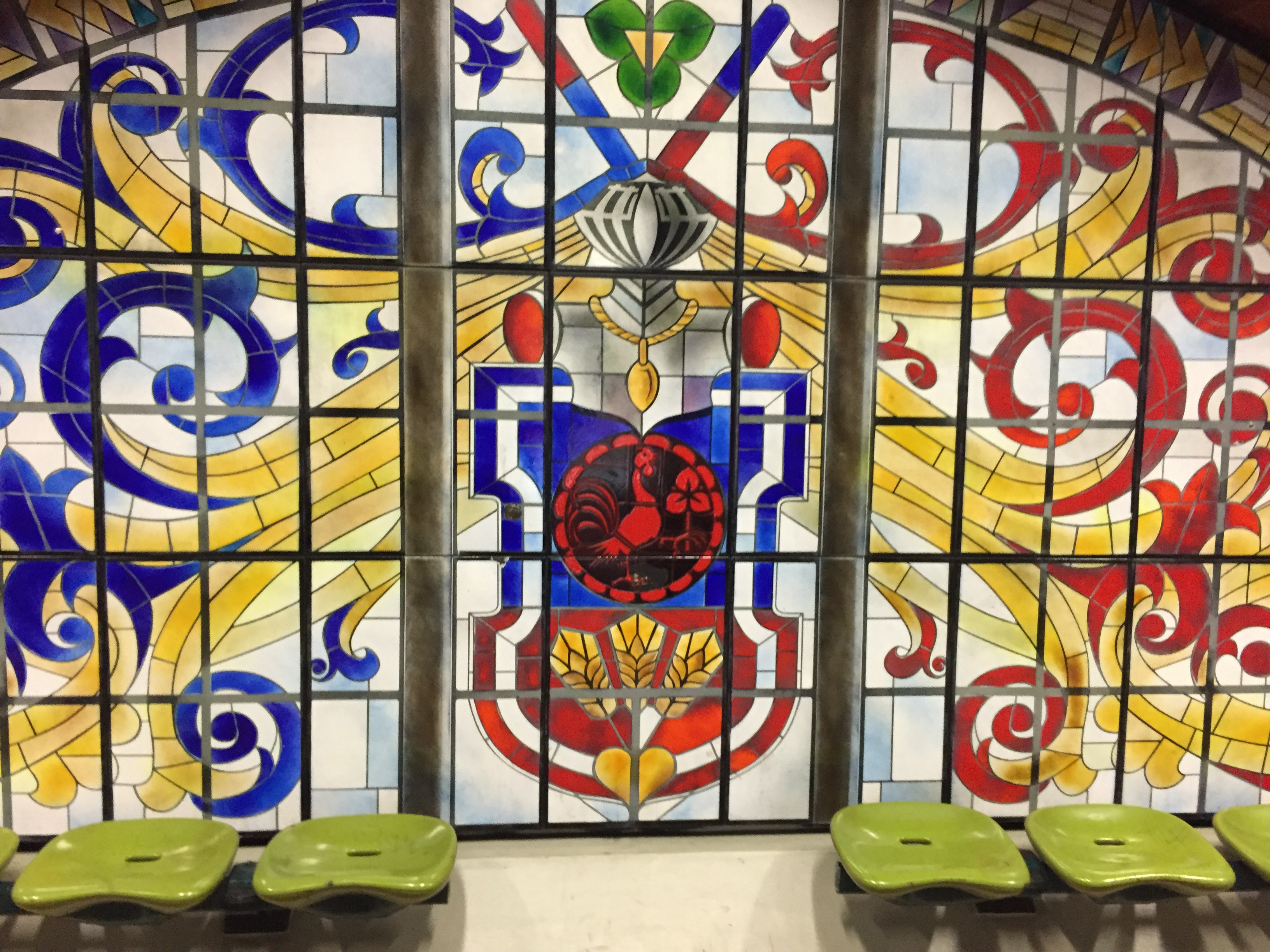
Die Jugendstildarstellung vom Braukesselhaus in der dortigen U-Bahn-Station

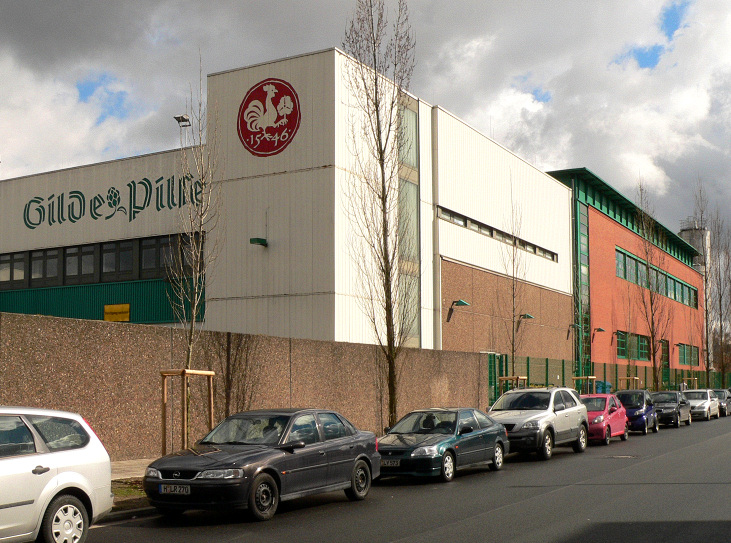
Rückseite des Firmensitzes mit modernen Werksgebäuden

1985 weitete die Brauerei ihre Aktivitäten über die Region Hannover hinaus aus und übernahm die Aktienmehrheit an der Hofbrauhaus Wolters AG in Braunschweig. 1988 wurde der Name Lindener Gilde-Bräu AG geändert auf Gilde Brauerei AG.
1989 begann die Produktion der Kultmarke Bölkstoff nach einem Streit des Erfinders der Comic-Figur Werner mit der Flensburger Brauerei, deren Bügelverschluss-Pils durch ihn Kultstatus bekommen hatte.
1990 übernahm Gilde die Hasseröder Brauerei GmbH in Wernigerode (Sachsen-Anhalt) und baute sie zu einer der modernsten Brauereien Europas aus. In Hannover wurde 1992 die Mehrheit an der Brauhaus Wülfel AG übernommen und 1997 die Braustätte in Linden (Lindener Spezial) geschlossen. Im Jahr 2000 gehörte die Gilde-Gruppe zu den Top Ten der deutschen Brauwirtschaft. Sie umfasste nicht nur Brauereien, sondern auch die Malzfabrik Langkopf GmbH in Peine, die bereits 1909 von der Lindener Aktienbrauerei übernommen worden war.
Anfang Oktober 2000 ist bei einem Brand mit Explosionen ein Millionenschaden in der Gilde-Brauerei entstanden.
Die Jugendstildarstellung am Braukesselhaus der Brauerei in Hannover wurde zur Gestaltung der Bahnsteige der dortigen U-Bahn-Station Altenbekener Damm verwendet.

### Gilde als Teil von Interbrew und AB-InBev
Der belgische Interbrew-Konzern (Stella Artois) hatte 2001 die niederrheinische Altbier-Brauerei Diebels und 2002 die Bremer Weltmarke Beck’s übernommen und sie zur Interbrew Deutschland zusammengefügt. Zum 1. Januar 2003 übernahm der Konzern für 575 Mio. Euro auch die Gilde Brauerei AG; Hintergrund dieses Kaufes war die damit verbundene Übernahme auch der Hasseröder Brauerei in Wernigerode. 
Im Herbst 2004 fusionierte Interbrew (nach der Übernahme der Münchener Spaten-Löwenbräu-Gruppe und Dinkelacker-Schwabenbräu in Stuttgart zum 1. Oktober) mit dem brasilianischen AmBev-Konzern zur weltgrößten Brauereigruppe InBev. Interbrew Deutschland wurde am 1. Juli 2005 in InBev Deutschland umfirmiert.
InBev gab der Produktion und Bewerbung überregionaler Biermarken auch in Hannover den Vorrang und nahm die hannoverschen Traditionsmarken zunehmend vom Markt. Bereits 2004 wurde die Marke Wilkenburger eingestellt und die Marke Bölkstoff an die Flensburger Brauerei verkauft. Die Braunschweiger Traditionsbrauerei Hofbrauhaus Wolters, die seit 20 Jahren zur Gilde-Gruppe gehörte, sollte zum 31. Dezember 2005 sogar ganz geschlossen werden, wurde aber durch einen Rettungsplan mit Unterstützung der Stadt Braunschweig an vier Manager verkauft und arbeitet seit Oktober 2006 als eigenständige Brauerei. Die Malzfabrik Langkopf wurde 2005 an die Rudolf-Meyer-Gruppe in Peine verkauft.
Seit 2009 drosselte die Inbev-Gruppe die Produktion in Hannover. 2014 kam sie mit 70 Mitarbeitern auf eine Jahresproduktion von rund 150.000 Hektolitern Bier.

### Übernahme durch TCB
Im Oktober 2015 kündigte die Konzernmutter an, die Gilde-Brauerei zum Jahreswechsel an die TCB Beteiligungsgesellschaft zu verkaufen. Die Übernahme geschah zum 1. Januar 2016. Dabei wurde die Aktiengesellschaft in eine GmbH umgewandelt. Bereits im ersten Jahr nach der Übernahme konnte der Ausstoß von 150.000 hl auf 650.000 hl gesteigert werden. 2017 betrug der Ausstoß bereits 800.000 hl. Davon entfallen aber nur 145.000 hl auf die Marken Gilde und Lindener, der restliche Teil der Produktion entfällt auf Handelsmarken für Supermärkte, sowie die Lizenzproduktion für Lebensmittelketten und Efes-Bier für Deutschland.

## Slogan
Slogan der Brauerei ist: „Das Gildet - Gebraut seit 1546“ Dieser Satz ist ein Wortspiel aus dem Namen und dem in der regionalen Umgangssprache gebräuchlichen Wort „gildet“ (oder „güldet“) für „gilt“ und soll Zuverlässigkeit darstellen.

## Produkte
Die Produkte werden u. a. mit den Marken Gilde Ratskeller Premium Pils, Gilde Pilsener, Lindener Spezial und Gilde Rubin vertrieben.

## Persönlichkeiten
- Gerhard Nienaber (1926–2013), langjähriger Vorstands- und zuletzt Aufsichtsratsvorsitzender
- Steffen Lorenz (1931–2020), langjähriges Vorstandsmitglied, zuletzt Vorstands- und  Aufsichtsratsvorsitzender

## Kritik
Im Zuge eines Tarifstreits wurde die Gilde-Brauerei in der Nacht zum 29. November 2019 von der Geschäftsführung ihres Mutterhauses, der TCB Beverages in Frankfurt (Oder), in vier Gesellschaften aufgespalten. Arbeitnehmer und Betriebsrat sahen darin den Versuch, den laufenden Arbeitskampf auszubremsen.